# Abacetus alesi
Abacetus alesi là một loài bọ chân chạy thuộc phân họ Pterostichinae. Loài này được Jedlicka mô tả lần đầu năm 1936 với mẫu vật được phát hiện tại Indonesia và Philippines.